# Cannibal (brano musicale Kesha)
Cannibal è un brano musicale della cantante statunitense Kesha, pubblicato il 9 novembre 2010 come secondo singolo promozionale estratto dal primo EP Cannibal.

## Descrizione
La canzone, che è stata scritta dalla stessa interprete insieme a Mathieu Jomphe, Pebe Sebert e Joshua Coleman, in arte Ammo, e prodotto da quest'ultimo con Billboard, appartiene al genere dance pop e utilizza rime baciate e sintetizzatori. Il testo parla di cannibalismo verso gli uomini ("I eat boys up / Breakfast and lunch / And then when I am thirsty / I drink their blood"). Kesha canta perlopiù rappando. La sua voce è spesso alterata con Auto-Tune e integra degli elementi di yodel.

## Tracce
1. Cannibal – 3:14

## Formazione
Musicisti
- Kesha – voce
- Billboard – strumentazione
- Ammo – strumentazione

Produzione
- Billboard – produzione
- Ammo – produzione
- Emily Wright – ingegneria del suono
- Chris "Tek" O'Ryan – ingegneria del suono
- Seth Waldmann – ingegneria del suono
- Aniela Gottwald – assistenza all'ingegneria del suono
- Eric Eylands – assistenza all'ingegneria del suono
- Irene Richter – coordinazione produzione
- Megan Dennis – coordinazione produzione

## Successo commerciale
Cannibal ha fatto il suo ingresso alla posizione numero 77 nella classifica statunitense e alla 62 nella canadese grazie alle sole vendite digitali. A seguito di un successo virale su TikTok nel 2020, il brano è rientrato in quella canadese, raggiungendo il 31º posto.

## Classifiche
| Classifica (2010-20) | Posizione massima |
| -------------------- | ----------------- |
| Argentina            | 55                |
| Canada               | 31                |
| Stati Uniti          | 77                |